# Pablo Anaya Rivera
Jorge Pablo Anaya Rivera (Poza Rica de Hidalgo, Veracruz; 26 de junio de 1948) es un médico cirujano y político mexicano afiliado al partido Movimiento Ciudadano. Fue diputado federal en la LIX legislatura, presidente municipal de Poza Rica y Secretario de Salud de Veracruz en el gobierno de Javier Duarte de Ochoa.

## Diputado federal
Ejercicio como diputado federal en la LIX legislatura de la Cámara de Diputados de México por el distrito 5 de Veracruz del 1 de septiembre de 2003 al 31 de agosto de 2006.

## Secretario de Salud del estado de Veracruz
Fue designado Secretario de Salud del gobierno de Veracruz por el gobernador Javier Duarte de Ochoa el 1 de diciembre de 2010 como parte de su gabinete. Hasta su dimisión del cargo el 7 de marzo de 2013 siendo sustituido por Juan Antonio Nemi Dib.